# Maurice de Bunsen
Pour les articles homonymes, voir Bunsen.
 (décembre 2020).
Si vous disposez d'ouvrages ou d'articles de référence ou si vous connaissez des sites web de qualité traitant du thème abordé ici, merci de compléter l'article en donnant les références utiles à sa vérifiabilité et en les liant à la section « Notes et références ».
Maurice de Bunsen, né le 8 janvier 1852 et mort le 21 février 1932, est un diplomate britannique.
Il est ambassadeur du Royaume-Uni dans divers pays de 1896 à 1914.

## Biographie

### Jeunesse
Son père, Ernest de Bunsen (1819-1903), écrivain britannique, est un des fils de Christian Karl Josias von Bunsen (1791-1860), diplomate et écrivain prussien.

### Carrière
Maurice de Bunsen a été introduit dans la carrière diplomatique sous l'égide de l'ambassadeur Richard Lyons, donc dans la mouvance du parti conservateur.
Il occupa différents postes, à partir de 1879, à Tokyo, au Siam, à Constantinople, puis à Paris (1902-1905), au moment de la formation de l'entente cordiale. Il fut ensuite ambassadeur à Lisbonne, à Madrid et enfin à Vienne (1913-1914).
C'est donc lui qui informa le gouvernement britannique de la politique austro-hongroise, au moment de la crise de l'été 1914. Bénéficiant d'une indiscrétion volontaire du comte Heinrich de Lützow, il informa Sir Edward Grey (le ministre des Affaires étrangères britannique) — et bien avant le 23 juillet — du caractère d'ultimatum qu'allait prendre la réponse autrichienne à l'attentat de Sarajevo, et de l'appui assuré par l'Allemagne à cette politique frontale face à la Serbie.
Au printemps 1915, il dirigea à Londres la commission de Bunsen, dominée par la personnalité de Mark Sykes, et chargée de définir les buts de guerre britanniques, à propos de l'Empire ottoman.
Il dirigea enfin une mission spéciale en Amérique du Sud, en 1918.